# سالينو (نجم)

أسماء ألمع نجوم الثريا ومن ضمنها سالينو.

سالِينُو (بالإنكليزية: Celaeno) ويُشار إليه أيضاً بـ"الثور 16" كتسمية دلالية (ولا يوجد له اسم عربي)، هو ثامن ألمع نجم في عنقود الثريا النجمي والذي يقع في كوكبة الثور. وحسب الميثولوجيا الإغريقية، فسالينو هي إحدى الشقيقات السبع التي تمثل الثريا. ولكن بالرغم من ذلك، فسالينو ليس ضمن ألمع سبعة نجوم في الثريا، بل هو الثامن. والسبب في ذلك عائد إلى أن اثنين من النجوم السبعة الألمع في الثريا هما أطلس وبلييُوني (والدا الشقيقات السبع حسب الميثولوجيا الإغريقية). سالينو خافت جداً بحيث بالكاد يُمكن رؤيته بالعين المجردة، فقدره الظاهري هو 5.46 في حين أن أقصى ما تستطيع العين المجردة رؤيته هو القدر 6، أما تمييزه عن بقية نجوم العنقود فهو مسألة أخرى (ومما يزيد صعوبة تمييزه هو قربه من ألمع نجوم الثريا، ألسيوني). وسالينو هو تحت قزم أزرق-أبيض ساخن من نوع "B" ويبعد 430 سنة ضوئية عن الأرض. وتبلغ حرارته السطحية 13,200 كلفن وضياؤه 240 ضياءً شمسياً، في حين أن نصف قطره يُعادل 3 أضعاف نصف قطر الشمس وكتلته 3.7 كتلة شمسية. تبلغ سرعة الدوران المحوري لسالينو 185 كم/ث جاعلة إياه بذلك يُتم دورة واحدة حول نفسه كل 19 ساعة. ويُتوقّع أن ينفذ الوقود الهيدروجيني في نواة سالينو خلال 225 مليون سنة. يملك سالينو رفيقاً تفصله عنه مسافة تعادل ظاهرياً 0.0062 ثانية قوسية فقط، أما بعدهما الحقيقي عن بعضهما البعض فهو وحدة فلكية فقط (ما يُعادل بعد الأرض عن الشمس)، وبذلك فرفيقه يُتم دورة حوله كل نصف سنة. ورفيق سالينو هو من نوع "A3".